# IC 4743
IC 4743 је лентикуларна галаксија у сазвјежђу Паун која се налази на листи објеката дубоког неба у Индекс каталогу.
Деклинација објекта је - 61° 46' 19" а ректасцензија 18h 41m 29,3s. Привидна величина (магнитуда) објекта IC 4743 износи 13,9 а фотографска магнитуда 14,9. IC 4743 је још познат и под ознакама ESO 140-37, PGC 62262.